# Inferno (film, 2016)
Pour les articles homonymes, voir Inferno.
Pour le roman d'origine, voir Inferno (roman de Dan Brown).
Série Robert Langdon
Anges et Démons
(2009)
Pour plus de détails, voir Fiche technique et Distribution.
Inferno est un thriller américano-hongrois réalisé par Ron Howard, sorti en 2016.
Ce film est l'adaptation du roman du même nom de l'Américain Dan Brown et le troisième volet de la franchise cinématographique basée sur le personnage de Robert Langdon. Inferno est en fait le quatrième volet de la pentalogie littéraire (le troisième roman de la série, Le Symbole perdu, a été publié avant mais n'a à ce jour pas été adapté au cinéma).
Le film met en scène Robert Langdon qui se réveille amnésique dans un hôpital italien à Florence. Il s'associe avec la Dre Sienna Brooks qui, il l'espère, pourra l'aider à retrouver la mémoire et empêcher un homme de déclencher une épidémie mortelle en s'associant aux références de l'Enfer de Dante.

## Synopsis
Robert Langdon, professeur de symbologie à l'université Harvard, se réveille dans une chambre d'hôpital à Florence, en Italie, sans souvenir de ce qui s'est passé les jours précédents, mais en proie à des visions incessantes. La docteure Sienna Brooks, l'un des médecins qui l'accompagnent, lui révèle qu'il souffre d'amnésie à la suite d'une blessure par balle à la tête. Un autre médecin lui dit que la police est là pour interroger Langdon, mais l'officier de police s'avère être une tueuse à gages prénommée Vayentha, qui abat le médecin alors qu'il marchait dans le couloir. Sienna aide Langdon à s'échapper et ils se réfugient chez elle.
Parmi les effets personnels de Langdon, ceux-ci trouvent un pointeur de Faraday, un projecteur d'images miniature contenant une version modifiée de la Carte de l'Enfer de Sandro Botticelli, elle-même basée sur l'Enfer de Dante. Ils réalisent vite que c'est le premier indice laissé sur la trace de Bertrand Zobrist, généticien milliardaire psychologiquement instable, qui estimait que des mesures rigoureuses étaient nécessaires pour réduire la population terrestre toujours plus nombreuse, et qui s'était suicidé trois jours plus tôt après avoir été poursuivi par des agents gouvernementaux armés.
Langdon et Sienna comprennent que Zobrist, qui était obsédé par Dante, a créé une super-arme virale qu'il a surnommée « Inferno », ayant le potentiel d'anéantir la moitié de la population mondiale. Entre-temps, ils ont été retrouvés à la fois par Vayentha et par des agents de l'Organisation mondiale de la santé (OMS), qui tentent de faire une descente dans l'appartement, les forçant à fuir à nouveau. Les agents de l’OMS, dirigés par le Dr Elizabeth Sinskey, une ancienne petite amie de Langdon, tentent d’empêcher la dissémination du virus. Vayentha rapporte la nouvelle à son employeur Harry Sims, dirigeant d'une société de sécurité privée appelée « le Consortium » et qui agit pour le compte de Zobrist qui lui donne pour instruction de tuer Langdon, qui était devenu un élément gênant.
Les connaissances de Langdon sur le travail et l'histoire de Dante, ainsi que sur des passages cachés à Florence, permettent aux deux protagonistes de suivre des indices tels que des lettres et des phrases qui conduisent à divers endroits de Florence et de Venise tout en tuant par inadvertance Vayentha et en évitant les agents de l'OMS. En cours de route, Langdon découvre qu'il a aidé un ami à voler et à cacher le masque mortuaire de Dante, un indice crucial, un événement dont il ne se souvient pas non plus. Zobrist avait fourni à Sims un message vidéo sur le virus, qui serait diffusé après sa publication. Choqué par son contenu, Sims s'allie à Sinskey pour éviter l'épidémie. Cependant, Christophe Bouchard, un homme prétendant travailler pour l’OMS, a contacté Langdon et Sienna pour les avertir que Sinskey jouerait double jeu et rechercherait le virus Inferno pour son propre profit. Les trois hommes coopèrent brièvement, jusqu'à ce que Langdon se rende compte que Bouchard ment et cherche lui-même à tirer profit d'Inferno, forçant le duo à s'enfuir à nouveau.
Langdon découvre que le virus est présent dans la basilique Sainte-Sophie à Istanbul. Fort de cette connaissance, Sienna abandonne Langdon, révélant qu’elle était l’amante de Zobrist et qu’elle veillerait à la dissémination du virus. Zobrist et Sienna avaient l'habitude de jouer à des jeux de chasse au trésor ; cette piste était le plan de secours au cas où quelque chose arriverait à Zobrist. Langdon est repris par Bouchard, mais Sims tue Bouchard et sauve Langdon, qui s'associe ensuite avec Sinskey, cette dernière lui demande de l'aider à interpréter les images du pointeur de Faraday. Sims révèle qu'il a été embauché par Sienna pour kidnapper Langdon lorsque Zobrist avait été tué et qu'il avait été drogué avec de la benzodiazépine pour provoquer une perte de mémoire ; les événements à l'hôpital ayant tous été planifiés.
Ils réalisent que le virus se trouve dans un sac en plastique caché sous l'eau dans la Citerne Basilique. L’équipe de l’OMS, accompagnée de Langdon, Sims et Sinskey, s’emploie à localiser et à sécuriser le sac, tandis que Sienna et ses associés tentent de faire exploser un détonateur qui va le déchirer et le transformer en aérosol. Sims est tué par Sienna et lorsque Langdon se retrouve face à elle, elle tente de libérer le virus en commettant un attentat suicide. La détonation est capable de déchirer le sac, mais comme il était déjà contenu dans une unité de confinement spéciale, le virus a été sécurisé à temps. Après avoir lutté en vain contre Sinskey et Langdon pour détruire le conteneur, les alliés de Sienna sont tués. Le virus est alors pris par l’OMS et Langdon rentre à Florence afin de rendre le masque mortuaire de Dante.

## Fiche technique
Sauf indication contraire, les informations mentionnées dans cette section peuvent être confirmées par la base de données cinématographiques IMDb,  présente dans la section « Liens externes ».
- Titre original, français et québécois : Inferno
- Réalisation : Ron Howard[2]
- Scénario : David Koepp[2], d'après l'œuvre de Dan Brown
- Musique : Hans Zimmer
- Directeur artistique : Bence Erdelyi, Zsuzsa Kismarty-Lechner, Phil Sims et Márton Vörös
- Décors : Peter Wenham
- Costumes : Julian Day
- Photographie : Salvatore Totino
- Son : Chris Jenkins, David Giammarco
- Montage : Daniel P. Hanley et Tom Elkins
- Production[3] : Brian Grazer, Ron Howard, Michael De Luca et Andrea Giannetti

Production exécutive : David B. Householter et Matthew Hirsch
Production exécutive (Turquie) : Diloy Gülün
Production exécutive (Italie) : Ute Leonhardt
Production déléguée : Dan Brown, William M. Connor, Anna Culp, David B. Householter, Ben Waisbren et Doug Belgrad
Coproduction (Turquie) : Jody Johnson
- Sociétés de production[4] :
  - États-Unis : Columbia Pictures, Imagine Entertainment, LStar Capital
  - Hongrie : Mid Atlantic Films
- Sociétés de distribution : 
  - États-Unis : Columbia Pictures, Sony Pictures Releasing
  - France : Sony Pictures Releasing France
  - Belgique : Sony Pictures Releasing
- Budget : 75 millions de $[5]
- Pays d'origine :  États-Unis,  Hongrie
- Langue originale : anglais, français, italien, turc
- Format[6] : couleur - D-Cinema - 1,85:1 (Panavision) - son Dolby Atmos | Auro 11.1 | IMAX 6-Track | 12-Track Digital Sound
- Genre : thriller, policier, action, aventures
- Durée : 121 minutes
- Dates de sortie[7] :
  - Hongrie : 13 octobre 2016
  - Belgique : 19 octobre 2016
  - États-Unis, Québec[8] : 28 octobre 2016
  - France, Suisse romande[9] : 9 novembre 2016
- Classification[10] :
  -  États-Unis : Accord parental recommandé, film déconseillé aux moins de 13 ans (certificat #49739) (PG-13 - Parents Strongly Cautioned)[Note 1].
  -  Hongrie : Non recommandé en dessous de 16 ans[11].
  -  France : Tous publics (visa d'exploitation no 145032 délivré le 28 octobre 2016)[12].
  -  Québec : 13 ans et plus (13+ / 13 years and over).

## Distribution
- Tom Hanks (VF : Jean-Philippe Puymartin ; VQ : Bernard Fortin) : Pr. Robert Langdon[2]
- Felicity Jones (VF : Noémie Orphelin ; VQ : Mylène Mackay) : Dre. Sienna Brooks[1]
- Ben Foster (VF : Alexandre Gillet ; VQ : Martin Watier)[13] : Bertrand Zobrist[14]
- Irrfan Khan (VF : Stéphane Fourreau ; VQ : Gilbert Lachance)[15] : Harry Sims[1]
- Omar Sy (VF et VQ : lui-même) : Christophe Bouchard
- Sidse Babett Knudsen (VF : Marjorie Frantz ; VQ : Christine Séguin) : Dre. Elizabeth Sinskey[1]
- Fortunato Cerlino : gardien du musée
- Francesca Inaudi : guide touristique
- Ana Ularu (VF : Ivana Coppola ; VQ : Sarah Anne Parent) : Vayentha
- Ida Darwish (VF : Gabriella Bonavera ; VQ : Manon Arsenault) : Marta
- Xavier Laurent : Antoine
- Jon Donahue : Richard Savage
- Fausto Maria Sciarappia : Parker
- Cesare Cremonini : Ignazio Buzoni
- Wolfgang Stejemann : Agent Bouchard
- Christian Stelluti : Agent Rogue Bruder
- Attila Arpá : Agent
- Björn Freiberg : Business Traveller
- Mirjam Novak : Technicienne CRG

 Source et légende : version française (VF) sur RS Doublage ; version québécoise (VQ) sur Doublage.qc.ca

Les principaux acteurs
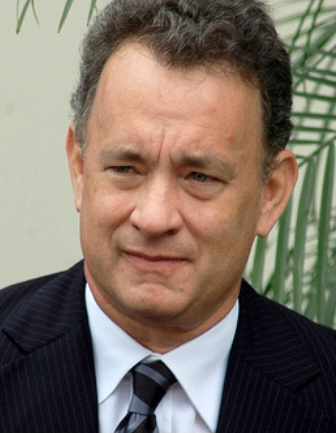
Tom Hanks
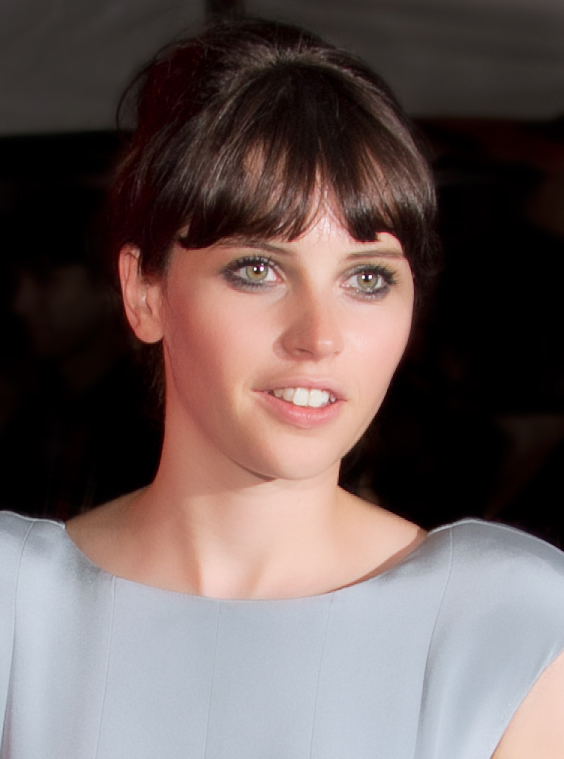
Felicity Jones
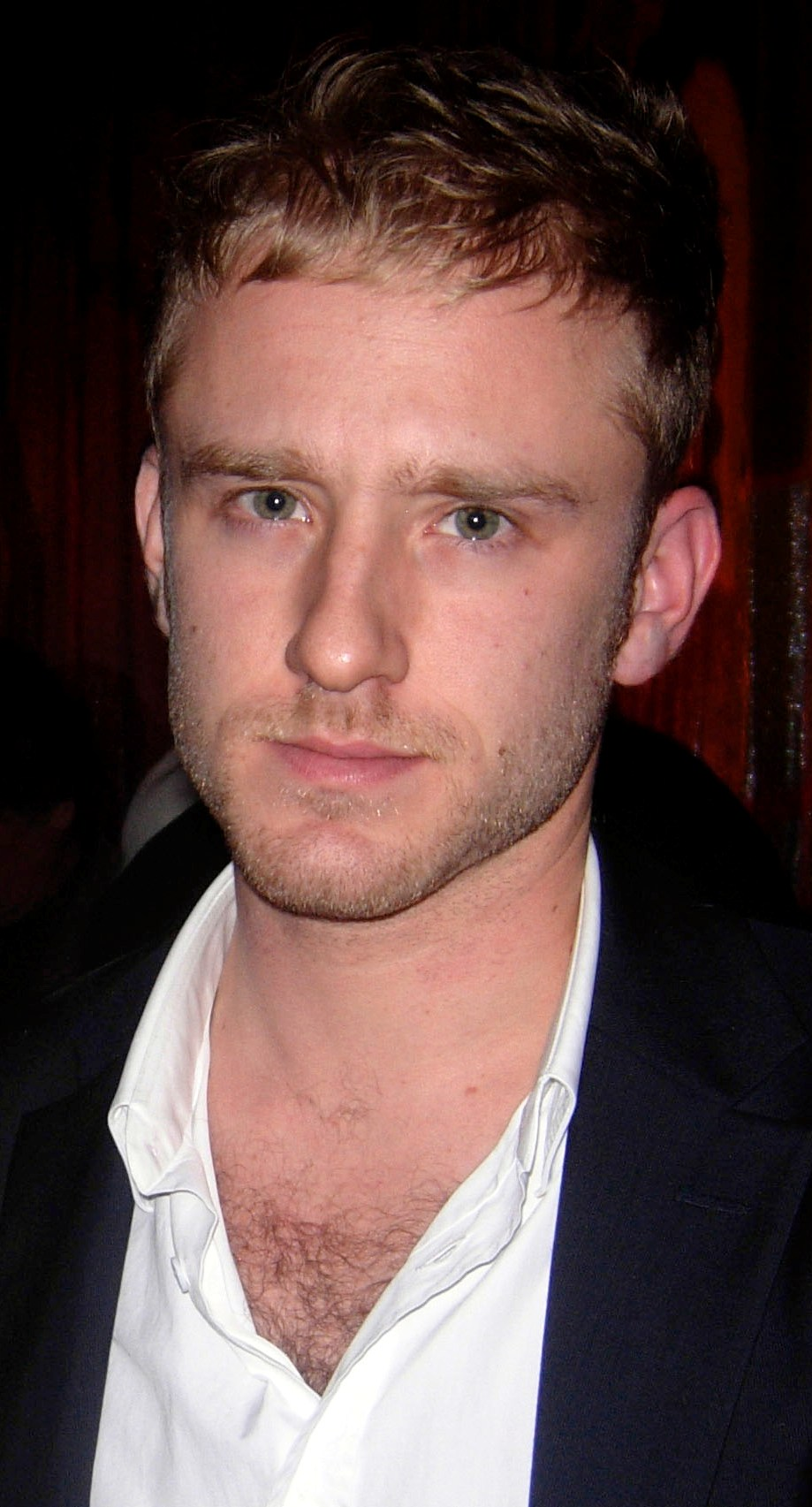
Ben Foster
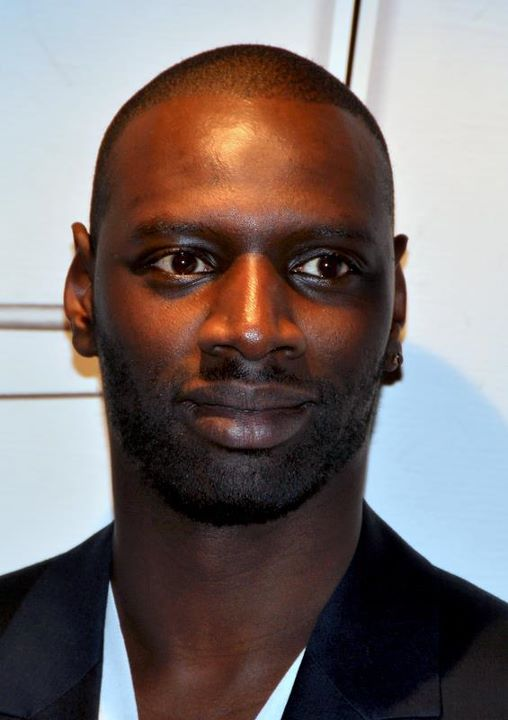
Omar Sy
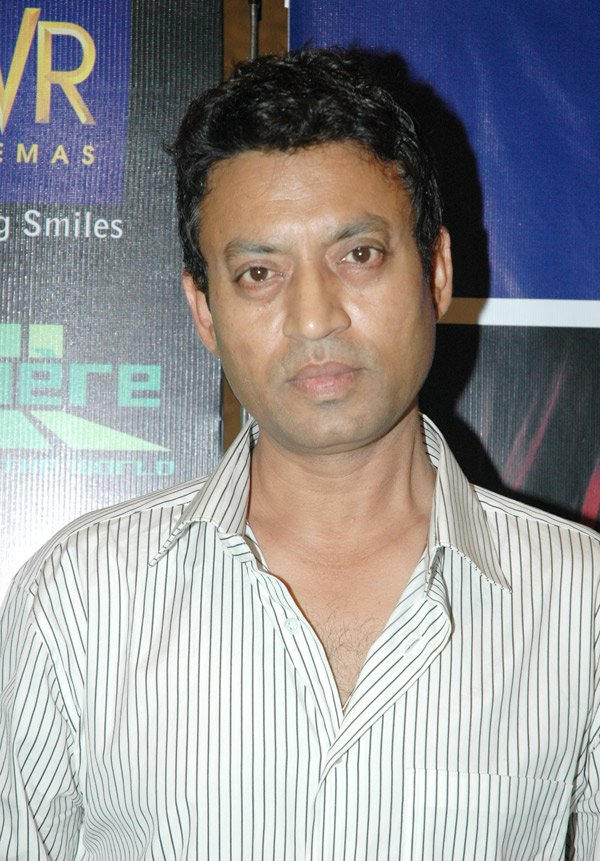
Irrfan Khan
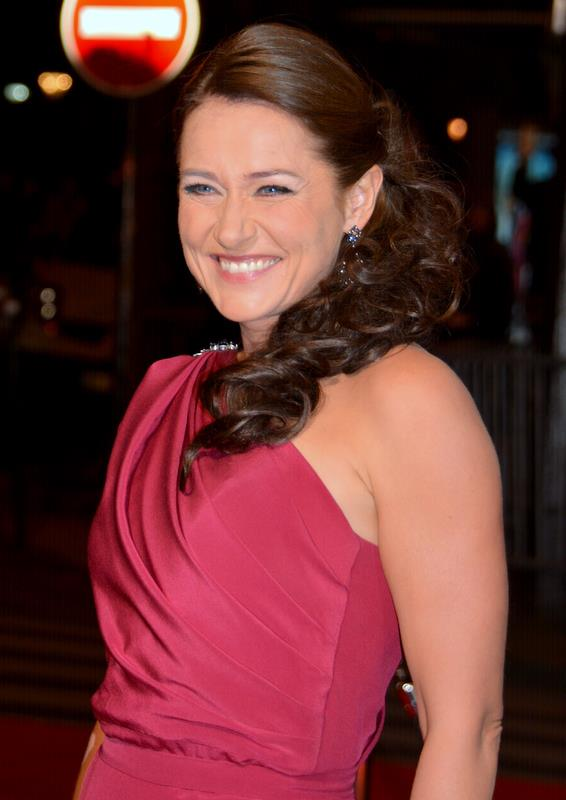
Sidse Babett Knudsen

## Production

### Développement
En 2009, après la sortie du deuxième opus, Anges et Démons, la nouvelle aventure cinématographique du professeur Robert Langdon doit être l'adaptation du livre Le Symbole perdu, publié en 2009. Le réalisateur Ron Howard ne doit être que le producteur. La réalisation du film est confiée à Mark Romanek. Puis, lorsque Dan Brown publie son quatrième opus, Inferno, Sony Pictures préfère l'adaptation de ce nouveau livre à l'autre, lui trouvant une ressemblance au niveau du thème et de l'intrigue avec Benjamin Gates et le Trésor des Templiers et sa suite Benjamin Gates et le Livre des secrets, tous deux réalisés par Jon Turteltaub et sortis respectivement en 2004 et 2007. Malgré cela, l'adaptation du troisième livre de Dan Brown est toujours en projet. Le projet Inferno est confirmé en juillet 2013. Ron Howard, comme pour les deux premiers opus, s'occupe de la réalisation. David Koepp se charge de nouveau du scénario. Le film est alors prévu pour le 18 décembre 2015.
En août 2014, alors que le tournage a une date, Brian Grazer est annoncé comme producteur du film.
En octobre 2014, la date de sortie du film est repoussée au 14 octobre 2016, soit dix mois après la date initiale. Ceci est dû à la sortie, la même semaine, d'un film très attendu : Star Wars, épisode VII : Le Réveil de la Force et qui constitue une forte concurrence pour le film de Ron Howard.

### Attribution des rôles
Dès l'annonce du film, le retour de l'acteur Tom Hanks dans la peau du professeur de symbologie est annoncé.
En février 2015, Felicity Jones (The Amazing Spider-Man: Le Destin d'un héros, Theory of Everything), Omar Sy (Intouchables, Samba, X-Men: Days of Future Past, Jurassic World), Irrfan Khan (The Amazing Spider-Man, L'Odyssée de Pi, Jurassic World) et Sidse Babett Knudsen (Borgen, une femme au pouvoir) sont annoncés au casting.
En mars 2015, Ben Foster (X-Men : L'Affrontement final) rejoint la distribution principale du film.

### Tournage
Le tournage débute le 27 avril 2015 à Venise.

## Accueil

### Promotion
La première bande annonce est diffusée sur internet le 9 mai 2016.

### Box-office
Inferno fait un mauvais démarrage au box-office américain avec 14 860 425 dollars lors de son premier week-end d'exploitation, ce qui lui vaut d'obtenir la seconde place. Il s'agit du plus mauvais démarrage de la franchise avec Robert Langdon. En douze semaines, le long-métrage est un échec commercial aux États-Unis, puisqu'il totalise 34 343 574 dollars à ce jour.
Bien qu'en baisse par rapport aux deux précédents films de la franchise, les recettes internationales d'Inferno dépassent 220 millions de dollars, ce qui en fait un succès relatif.

## Distinctions
Entre 2016 et 2017, Inferno a été sélectionné cinq fois dans diverses catégories et a remporté quatre récompenses.

### Récompenses
- Prix Vega Digital (Vega Digital Awards) 2016 :
  - Prix Canopus de la meilleure expérience utilisateur décerné à Sony Pictures Home,
  - Prix Canopus du Meilleur site internet décerné à Sony Pictures Home.
- Prix Muse de la création Muse (Creative Awards) 2017 :
  - Gagnant Or du Meilleur site internet décerné à Columbia Pictures.
- Société Américaine des Compositeurs, Auteurs et Éditeurs de Musique 2017 :
  - Prix ASCAP des Meilleurs films au box-office décerné à Hans Zimmer.

### Nominations
- Prix Jupiter 2017 : Meilleure actrice internationale pour Felicity Jones.

## Analyse

### Différences entre le livre et le film
L'adaptation à l'écran du roman de Dan Brown par Ron Howard suit pour l'essentiel son intrigue, ses lieux et les identités des personnages principaux. Ils diffèrent dans leurs dénouements dans la mesure où, dans le roman, la machination de Zobrist finit par aboutir sous la forme d'une manipulation génétique à l'échelle planétaire, tandis que dans le film, l'OMS, avec l'aide de Robert Langdon, parvient à déjouer l'attentat.